# Сайланд, Инга
Инга Сайланд Ауствальдсдоуттир (исл. Inga Sæland Ástvaldsdóttir; род. 3 августа 1959, Оулафсфьордюр, Эйстюрланд) — исландский политический деятель. Основатель и председатель Народной партии с 2016 года. Министр социальных и жилищных дел Исландии с 21 декабря 2024 года. Депутат альтинга с 2017 года.

## Биография
Родилась 3 августа 1959 года в Оулафсфьордюре. Её родители: рыбак Ауствальдюр Эйнар Стейнссон (Ástvaldur Einar Steinsson; род. 21 августа 1930) и домохозяйка Сигридюр Сайланд Йоунсдоуттир (Sigríður Sæland Jónsdóttir; род. 25 июня 1937).
До 16 лет росла в Оулафсфьордюре.
В 1994 году переехала в Рейкьявик. В 1994—1999 годах училась в средней школе в Хамрахлиде (MH) в Рейкьявике.
В 2003—2006 годах изучала политологию в Исландском университете (HÍ). В 2013 году, будучи студенткой юридического факультета как слабовидящий студент получила стипендию в размере 400 тысяч исландских крон от Фонда Торстейдна Исландского университета. В 2016 году получила степень бакалавра искусств (BA) по праву в Исландском университете.
Участвовала в первом сезоне исландской версии шоу талантов X-Factor в 2006—2007 годах на телеканале Stöð 2, в категории «старше 25 лет» под менторством Эйнара Бардарсона. Она выбыла из соревнований на 8-й неделе, заняв 5-е из 12 мест после поражения в единоборстве Гудбьёрг Хильмарсдоуттир (Guðbjörg Hilmarsdóttir; род. 8 августа 1990). 

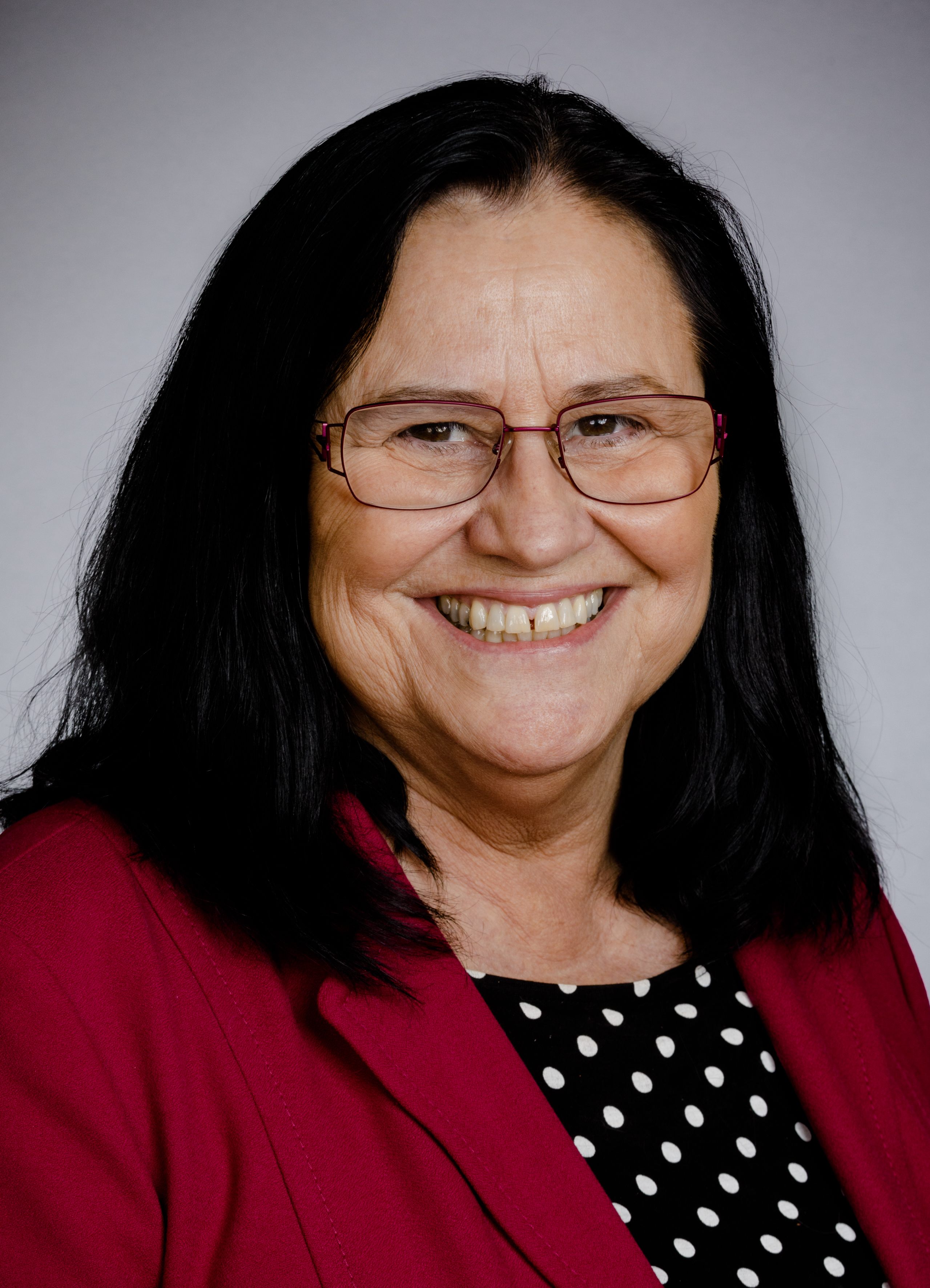
Инга Сайланд в 2021 году

## Политическая карьера
В 2016 году основала Народную партию и стала её первым председателем.
Баллотировалась на парламентских выборах 2016 года, но Народная партия не преодолела 5-процентный барьер.
По результатам парламентских выборов 2017 года избрана депутатом альтинга от избирательного округа Южный Рейкьявик. Переизбрана на выборах 2021 и 2024 года.
21 декабря 2024 года назначена министром социальных и жилищных дел в коалиционном правительстве под руководством премьер-министра Криструн Фростадоуттир («Социал-демократический альянс»).

## Личная жизнь
Муж — Оули Маур Гвюдмюндссон (Óli Már Guðmundsson; род. 5 июля 1953). Поженились 25 марта 1978 года, во время первой беременности Инги. У Инги четверо детей: Гвюдмюндюр (род. 1978), Эйнар Маур (род. 1980), Сигридюр Сайланд (род. 1984), Бальдвин Эрн (род. 1987). 